# Super Mario Galaxy
Super Mario Galaxy (Japans: スーパーマリオギャラクシー, oftewel: Sūpā Mario Gyarakushī) is een driedimensionaal platform-computerspel voor de Wii, ontwikkeld en uitgegeven door het Japanse bedrijf Nintendo in 2007. Het spel is, sinds de uitgave van voorgangers Super Mario 64 in 1996 en Super Mario Sunshine in 2002, het derde 3D-platformspel in de hoofdserie van de Mariospellen.
Het spel volgt protagonist Mario in zijn avontuur dat zich grotendeels afspeelt in de ruimte. Princess Peach wordt ontvoerd door de kwaadaardige antagonist Bowser en het is aan Mario om haar te zoeken en te bevrijden uit diens klauwen. De levels worden voorgesteld als sterrenstelsels of planeten en gedurende het hoofdavontuur zijn er verschillende nieuwe power-ups te ontdekken en Krachtsterren te verzamelen.
Het vervolg op het spel, Super Mario Galaxy 2, is in 2010 uitgebracht.
Het spel heeft in 2007 de GameSpot's Game of the Year gewonnen.
Het spel is tussen 18 september 2020 en 31 maart 2021 samen met Super Mario 64 en Super Mario Sunshine op de Nintendo Switch uitgebracht als onderdeel van het verzamelspel Super Mario 3D All-Stars.

## Overzicht
Super Mario Galaxy is de officiële opvolger van Super Mario Sunshine op de Nintendo GameCube en sluit dus nauw aan bij de hoofdserie van de Mariospellen. In tegenstelling tot zijn voorganger, speelt het spel zich deels op aarde als in de ruimte, waar Mario moet reizen van sterrenstelsel naar sterrenstelsel met de grote opdracht om zogenaamde Power Stars (Krachtsterren) te verzamelen; deze liggen in zowat elk gebied verborgen. De Krachtsterren spelen een cruciale rol in de gameplay van het spel en kunnen voornamelijk gevonden worden door queestes te voltooien of (sterkere) vijanden te verslaan. Hierbij zitten ook zogenaamde Grand Stars (Grote Sterren): sleutels om nieuwe sterrenstelsels te openen die door Bowsers toedoen verzegeld zijn. Elk sterrenstelsel bevat een aantal planeten, planetoïden en andere ruimtelijke materie, die spelers vrij kunnen doorlopen. Dankzij het gebrek aan zwaartekracht, kan Mario zonder enige moeite tegen muren en plafonds lopen (zonder hierbij naar beneden te vallen). Deze eigenschap kwam trouwens eerder al aan bod in het spel Super Mario World 2: Yoshi's Island. De speler heeft tijdens het hoofdavontuur ook de mogelijkheid om te springen van het ene ruimtelijk object naar het andere; een missprong resulteert in een terugval naar het dichtstbijzijnde object.

### Koepels en sterrenstelsels
De beginwereld van Super Mario Galaxy wordt voorgesteld als een immens kometenobservatorium, dat nog eens onderverdeeld is in zes gethematiseerde onderdelen of koepels. Samengevat bevat het spel zo'n 42 sterrenstelsels, nauwkeurig verdeeld onder deze koepels. In het begin van het spel heeft de speler slechts toegang tot één bepaald onderdeel van het observatorium. Wanneer er genoeg Krachtsterren worden gecollecteerd, worden meer sterrenstelsels ontgrendeld en komen er dus ook meer onderdelen beschikbaar. Sommige sterrenstelsels in het planetenobservatorium zijn uniek en hangen los van de zes verschillende koepels. De stervormige wezens, de Hungry Lumas genaamd (de Hongerige Luma's), vragen een bepaald aantal Star Bits (Sterrenresten) om vervolgens te transformeren in een nieuw sterrenstelsel. Wanneer alle 120 Krachtsterren worden verzameld, heeft de speler de mogelijkheid om Mario's broer Luigi vrij te spelen. De gameplay ligt dan lichtelijk anders dan bij Mario, bijvoorbeeld dat sommige obstakels moeilijker of juist gemakkelijker te overbruggen zijn. Als er 120 Krachtsterren verzameld worden met beide protagonisten, wordt de speler beloond met twee bijkomende uitdagingen. Ook worden twee speciale herdenkingsafbeeldingen vanaf dan toegevoegd aan het Wii prikbord op het hoofdmenu van de Wii.
Er zijn vijf zogeheten Prankster Comets (Schavuit-kometen) aanwezig die periodiek opduiken (Speedy, Daredevil, Cosmic, Fast Foe en Purple). Wanneer een van deze kometen in de baan van een sterrenstelsel komen te liggen is er in datzelfde sterrenstelsel een speciale uitdaging te voltooien die, leidt naar een Krachtster. De Speedy Comet (snelheidskomeet) daagt de speler uit een bepaalde opdracht opnieuw te voltooien, maar dit keer binnen een tijdslimiet van enkele minuten en in een iets moeilijkere versie. Tijdens de komst van een Daredevil Comet (waaghalskomeet), moet Mario een eerder voltooide uitdaging opnieuw tot een goed einde brengen, dit keer met slechts één levenspunt, i.e. geraakt worden door een aanval van vijanden leidt dus tot het verlies van een leven. De Cosmic Comet (kosmische komeet) laat het Mario opnemen tegen zijn dubbelganger op weg naar een Krachtster. De Fast Foe Comet (snelle vijandenkomeet) maakt plaatselijke vijanden sneller en dus moeilijker te ontwijken in de weg naar de Krachtster (deze komeet verschijnt in sterrenstelsels waar de Tox Box in voorkomt). Ten slotte moet de speler tijdens de aanwezigheid van een Purple Comet (paarse komeet, duikt pas op nadat het spel half voltooid is) honderd paarse munten (of 150, hoewel er 100 voldoende zijn) verzamelen. Deze liggen verspreid in een gebied van de 15 six-star galaxies (15 zesster sterrenstelsels) en moeten soms binnen een bepaalde tijd verzameld worden.
| Koepel                                                     | Sterrenstelsels |
| ---------------------------------------------------------- | --- |
| The Terrace (Het Terras)                                   | - Good Egg Galaxy - Honeyhive Galaxy - Loopdeeloop Galaxy - Flipswitch Galaxy - Bowser Jr's Robot Reactor                                                    |
| The Fountain (De Fontein)                                  | - Space Junk Galaxy - Battlerock Galaxy - Rolling Green Galaxy - Hurry-Scurry Galaxy - Bowser's Star Reactor                                                 |
| The Kitchen (De Keuken)                                    | - Beach Bowl Galaxy - Ghostly Galaxy - Bubble Breeze Galaxy - Buoy Base Galaxy - Bowser Jr.'s Airship Armada                                                 |
| The Bedroom (De Slaapkamer)                                | - Gusty Garden Galaxy - Freezeflame Galaxy - Dusty Dune Galaxy - Honeyclimb Galaxy - Bowser's Dark Matter Plant                                              |
| The Engine Room (De Machinekamer)                          | - Gold Leaf Galaxy - Sea Slide Galaxy - Toy Time Galaxy - Bonefin Galaxy - Bowser Jr.'s Lava Reactor                                                         |
| The Garden (De Tuin)                                       | - Deep Dark Galaxy - Dreadnought Galaxy - Melty Molten Galaxy - Matter Splatter Galaxy                                                                       |
| The Center of the Universe (Het Centrum van het Universum) | - Bowsers Galaxy Reactor |
| Trial of the Galaxies (De Drielinggalaxy's)                | - Rolling Gizmo Galaxy - LoopdeeSwoop Galaxy - Bubble Blast galaxy                                                                                           |
| The Grand Finale (De Grote Finale)                         | - Grand Finale Galaxy |
| Hungry Luma's                                              | - Gateway Galaxy - Sweet Sweet Galaxy - Sling Pod Galaxy - Drip Drop Galaxy - Bigmouth Galaxy - Sand Spiral Galaxy - Boo's Boneyard Galaxy - Snow Cap Galaxy |

### Controles
Mario heeft in het spel een tal van spring-mogelijkheden, zoals de drievoudige sprong en de muursprong. Hij heeft eveneens de mogelijkheid om een grondstomp uit te voeren, om bijvoorbeeld door breekbare objecten te geraken of tegenstanders te pletten. Sommige bewegingen, die eerder ook al in Super Mario Sunshine verwerkt zaten, keren terug. Het betreft hier de lange sprong, waarmee Mario over bepaalde kuilen kan springen of richels kan bereiken die voor een gewone sprong niet haalbaar zijn. Ook de spinaanval is weer de partij; de speler dient de Wii-afstandsbediening te schudden, waardoor Mario deze beweging zal uitvoeren om o.a. vijanden te verslaan of schakelaars te activeren. De Wii Pointer wordt in de game vaak gebruikt om zogenaamde ster-scherven te verzamelen en af te vuren naar tegenstanders. De Wii Pointer kan ook gebruikt worden om sterren te activeren die Mario tussen verschillende planeten laat reizen. Een 2e speler kan worden toegevoegd en kan met zijn of haar cursor Mario nog hoger laten springen of vijanden verlammen.

### Power-ups en levens
Voorwerpen zoals de welbekende Super Mushroom, de Rainbow Star (de Starman van dit spel) en de Fire Flower keren terug in Super Mario Galaxy. Er zullen in het spel echter ook veel nieuwe power-ups verstopt zitten. Zo kan Mario zich laten transformeren in een bij via de Bee Mushroom, een Boo via de Boo Mushroom of een springveer via de Spring Mushroom, en Mario kan veranderen in een ijsvorm van zichzelf, via de Ice Flower. Mario heeft ook de mogelijkheid om in Fire Mario te veranderen of Rainbow Mario. Hierdoor kan Mario bepaalde handelingen uitvoeren die zonder deze kostuums vrijwel onmogelijk zijn. Er is ook een zevende kostuum waarmee Mario in de lucht kan zweven, Mario kleurt hierbij zwart met rood.
Net als in elk 3D-Mariospel, speelt nu ook de krachtmeter een belangrijke rol; deze geeft Mario’s gezondheid weer. Deze is niet zo als in voorafgaande delen met 8 levenspunten, maar deze heeft er maar drie. Als Mario geraakt wordt door een vijand of object, zal de krachtmeter één punt verliezen. Als de krachtmeter volledig is leeggelopen, zal Mario een leven verliezen. Dankzij de Super Mushroom is het mogelijk om de krachtmeter van Mario te verdubbelen. Super Mario Galaxy bevat ook een speciale vlieg- en watermeter, die laat zien hoelang Mario kan vliegen resp. onder water kan zwemmen. Als de vliegmeter leegloopt, landt Mario weer op de grond en gebeurt er verder niets, Als de watermeter leegloopt zal Mario verdrinken en verliest Mario eveneens een leven. Net als in de meeste spellen is het spel voorbij als Mario al zijn levens heeft verloren. In vorige spellen werd de speler vaak afgeschrikt door de eindeloze kuilen waarin Mario vaak terechtkwam, en hierdoor een leven verloor. In Super Mario Galaxy zijn er geen kuilen meer aanwezig; deze werden wel vervangen door zwarte gaten, die Mario opzuigen als hij te dichtbij komt.

## Plot
Eens in de honderd jaar passeert er een komeet boven het Mushroom Kingdom. De Toads nemen de starbits (sterrenstof), die uit de lucht komen vallen, mee naar het kasteel en zo verloopt iedere 100 jaar het sterrenfestival om de komeet te eren die langskomt. Princess Peach stuurt Mario een uitnodiging om deze magische, traditionele gebeurtenis bij te wonen. Als Mario naar Peach’s kasteel loopt wordt hij begroet door alle Toads in het koninkrijk. Maar het feest wordt gelijk verpest wanneer Bowser en zijn vliegende schepen binnen komen vallen en de Toads collectief gevangen worden genomen in ijskristallen. Bowsers schip maakt halt boven het kasteel en zegt dat het sterrenfestival nu definitief over is. Bowser laat een reusachtige UFO uit de wolken tevoorschijn komen. Als de prinses om Mario’s hulp blijft roepen, komt Mario dichterbij. Hij staat op de trap van het kasteel van Peach. Maar dan schiet Bowser’s UFO enorme laserstralen rond het kasteel en de schepen lanceren reusachtige ankers in de grond om het kasteel van Peach omhoog te tillen, de ruimte in. Mario probeert dit te stoppen maar dan komt Kamek, een van Bowser’s handlangers en schiet Mario het verre universum in.
Mario wordt wakker op een onbekende planetoïde. Opeens komen er een paar Luma’s tevoorschijn en deze veranderen in konijnen. Ze spreken met hem af dat als hij ze vangt, zij vertellen waar hij is. Mario vangt de Luma’s en zij brengen hem naar een reusachtig colosseum, dat uit de grond verschijnt. Als Mario de trap oploopt ziet hij Princess Rosalina. Zij stelt zich voor als wachtster van de sterren en beschermster van het heelal. Ze vertelt Mario dat er een groot gevaar ontstaat in het heelal, doordat Bowser haar observatorium heeft aangevallen en alle sterren en starbits gestolen heeft. Nu kan het observatorium niet meer werken en zijn de poorten naar de sterrenstelsels afgesloten. Terwijl Mario de sterren probeert te verzamelen, is Rosalina bezig met het bouwen van een nieuw schip. Een exemplaar waarmee Mario naar de vijand kan reizen en Princess Peach zou kunnen redden. Mario accepteert de uitdaging en krijgt van Rosalina een jonge Luma die Mario de mogelijkheid geeft om een speciale draai-aanval te gebruiken en bepaalde sterren te activeren om door het heelal te reizen. Mario begint aan zijn avontuur om het universum te redden en Peach uit de klauwen van Bowser te redden.
Als Mario alle 6 Grand Stars heeft gevonden, vraagt Rosalina of Mario naar het midden van het universum wil reizen om daar het kwaad te bestrijden. Zij transformeert haar observatorium in een komeet en vliegt naar het centrum van het universum, recht naar het kasteel van Princess Peach. Wanneer Mario en Bowser uiteindelijk oog in oog staan, begint het laatste, ultieme gevecht. Mario verslaat Bowser en zijn sterrenstelsel knalt in elkaar en vormt een groot zwart gat waarin alles wordt opgezogen. In een laatste poging om het universum te redden, offeren alle Luma's zich op. Hierdoor verdwijnt het zwarte gat en wordt het hele universum hersteld. Wanneer alles weer in orde is, verschijnt Rosalina, en ze vertelt dat Luma's nooit sterven, maar dat hun sterrenstof opnieuw bijeenkomt om een nieuwe Luma te vormen. Mario komt daarna bij bewustzijn en ziet Peach en Bowser voor zich bij het kasteel, dat weer op zijn vertrouwde plek staat op aarde in het Mushroom Kingdom. Mario kijkt naar de met sterren gevulde hemel en schreeuwt "Welcome, welcome new Galaxy!" ("Welkom, welkom nieuw Sterrenstelsel!") naar het nieuwe sterrenstelsel dat is verschenen in de lucht.

## Personages in het spel

### Vijanden
- Amp: Een metalen bal die elektriciteit uitstraalt, en vaak heen en weer beweegt. Amps kunnen niet worden uitgeschakeld door de speler.
- Banzai Bill: Een gigantische kogel met gezicht, die wordt afgevuurd. Banzai Bills kunnen niet door de speler worden uitgeschakeld, maar ontploffen toch meestal al vlug.
- Baron Brrr: Een baas, die kan worden teruggevonden in het Freezeflame Galaxy. Baron Brrr is een gigantische L'il Cinder die stampsprongen kan uitvoeren. De speler kan hem verslaan door tegen hem de draai-aanval uit te voeren, waardoor hij inkrimpt, en dan, voor hij door contact met het ijskoude water zijn normale gedaante kan terugkrijgen, opnieuw tegen hem deze aanval uit te voeren. De speler moet dit drie keer herhalen.
- Blooper: Een klassieke vijand, in de vorm van een witte inktvis met een zwart masker. Ze vallen aan met snelle, ongerichte en onregelmatige bewegingen. Bloopers zijn met een simpele draai-aanval uit te schakelen. Ze leveren drie Star Bits op.
- Bob-omb: Een terugkerende vijand, die eruitziet als een bom. Bob-Ombs bereiden zich voor te ontploffen zodra de speler hen nadert, en ze stormen op hem af. Als de speler dan de draai-aanval uitvoert, kan hij de Bob-Omb oppakken en weggooien, bijvoorbeeld om een Launch Star te bevrijden uit een stolp. Ook zijn er 'Bob-Omb Dispensers', die Bob-Ombs produceren die niet aanvallen, maar in de ontploffingsfase komen zodra ze worden opgepakt. Bob-Ombs spelen een rol in de 'Garbage Dump'-minigames, waarbij de speler met Bob-Ombs binnen 30 seconden een grote hoeveelheid schroot moet opblazen.
- Bomb Boo: Een opmerkelijke nieuwe vijand. Bomb Boos zien eruit als gewone Boos, maar zijn zwart en hebben gele tanden en ogen. Door een draai-aanval in de nabijheid van een Bomb Boo uit te voeren, kan de speler de Bomb Boo aan de tong rondslingeren. Als de Bomb Boo dan iets raakt, wordt dat voorwerp opgeblazen. De baas Bouldergeist moet hiermee worden verslagen.
- Boo
- Boulder: Grote, rollende stenen met één zwakke plek: een rode cirkel. Ze kunnen enkel uitgeschakeld worden door Rainbow Mario, of door een draai-aanval tegen deze cirkel uit te voeren.
- Bouldergeist: Een van de moeilijkste bazen. Bouldergeist is een zwarte geest (van oorsprong een Bomb Boo) met de macht stenen te beheersen. Zijn buitenkant bestaat voornamelijk uit stenen. Hij creëert stenen (grijze, zwarte en gouden), die hij op de speler afvuurt. De grijze stenen zijn gewoon obstakels, de gouden worden munten en de zwarte Bomb Boos. De speler moet hem achtereenvolgens acht keer met een Bomb Boo raken om hem te verslaan. Na de eerste drie keren dat hij geraakt wordt, verliest hij zijn omhulsel. Na de vierde keer dat hij door een Bomb Boo geraakt wordt, krijgt hij zijn omhulsel echter terug, en daarbij ook twee stenen handen, waarmee hij sla- en pletaanvallen uitvoert, en waardoor hij wel wat weg heeft van Eyerok, een Super Mario 64-baas. Het gehele proces moet hier nogmaals herhaald worden om hem uiteindelijk te kunnen verslaan.
- Bowser: Bowser fungeert als eindbaas in het tweede, vierde en zesde domein.
- Bowser Jr.: Bowser Jr. fungeert als eindbaas voor het derde domein, waar hij in zijn luchtschip verscheidene malen met een Koopaschild geraakt dient te worden.
- Bugaboom: Een nieuwe baas, die in het Honeyhive Galaxy verschijnt. Hij is een grote, groene Mandibug, die moet worden verslaan door drie stampsprongen op zijn rug. Na de eerste stampsprong begint hij te vliegen, en na de tweede wordt hij rood, en dropt vanuit een gat in zijn buik bommen.
- Bullet Bill
- Cannonball: Gewone kanonskogels, die als obstakels fungeren
- Cataquack: Een vreemde, eendachtige vijand, die de speler niet kan verwonden. Hij rent op de speler af, en bij contact gooit hij hem hoog de lucht in. Dit is handig om op hoger gelegen gebieden te komen of om objecten te verzamelen die zonder Cataquack onbereikbaar zijn. Hij is enkel uit te schakelen door hem met Ice Mario op bevroren water te lokken. Het ijs smelt na enkele ogenblikken, en de Cataquack verdrinkt in het water. Meteen hierna verschijnt echter een nieuwe Cataquack. Cataquacks komen enkel voor in het Beach Bowl Galaxy en het Gold Leaf Galaxy
- Cheep Cheep
- Chomp: Chomps zijn grote, zwarte, metalen ballen met ogen en een mond vol scherpe tanden, die worden voorgesteld als honden. Ze zijn vergelijkbaar met Boulders, behalve het feit dat ze alleen door middel van Rainbow Mario uit te schakelen zijn. Ze komen voor in het Good Egg Galaxy (Ster 3 & Komeetster), het Battlerock Galaxy (Ster 2 & 3), het Ghostly Galaxy (Ster 1 & 3) en het Gusty Garden Galaxy (Ster 3)
- Chomp Pup: Kleinere Chomps, die alleen voorkomen in de tweede ster van het Dreadnought Galaxy. Ze worden automatisch verslagen als alle Flipswitches, blauwe panelen die door aanraking met de speler geel verkleuren, 'ingekleurd' zijn.
- Clam: Een soort doopvontschelp, waarvan er slechts een van voorkomt in alle sterren van het Beach Bowl Galaxy. De Clam houdt een item, en klapt om de zoveel momenten dicht
- Cluckboom: Een soort robotische kip, die op zekere hoogte rondzweeft, en bommen (als eieren) op de speler dropt.
- Crabber: Een wenkkrab die te verslaan is door een draai-aanval tegen zijn achterzijde uit te voeren. Om die reden draaien ze hun achterzijde weg van de speler. Er zijn twee varianten: de bruine Crabber, die drie Star Bits oplevert, en de Cyaan-Crabber, die een 1-Up Mushroom oplevert.
- Dino Piranha: De allereerste baas, die lijkt op een kruising tussen een Tyrannosaurus en een Piranha Plant. Als de Launch Star wordt afgeschoten, wordt het ei van Dino Piranha daarmee gebroken. Hij heeft een elastische staart, met aan het einde een grote bal. De speler dient viermaal tegen deze bal te draaien, zodat die tegen Dino Piranha's kop slaat. Later keert deze baas terug in een Tijdkomeet.
- Dry Bones:
- Fiery Dino Piranha: De voorlaatste baas. Deze baas is bijna identiek aan Dino Piranha, alhoewel hij een andere kleurschakering en veel betere zintuigen heeft, sneller kan lopen, en grote vuurballen kan spuwen. Ook staat de bal aan zijn staart voor een groot deel van de tijd in brand, wat het voor de speler onmogelijk maakt om tegen de bal te slaan. Deze baas komt alleen voor in het naar lava gethematiseerde Melty Molten Galaxy.
- Firebar: Een reeks vuurballen, die steeds evenwijdig ronddraaien.
- Fire Shooter: Een vuurschieter, die afwisselend wel en geen vuurstraal uitspuwt. Er is ook een variant die onophoudelijk vuurballen uitspuwt.
- Flipbug: Een insect dat vooral voorkomt in Galaxy's waarin ook de Bij-paddenstoel te vinden is. Als de speler onder invloed van deze paddenstoel is, worden de Flipbugs door hem aangetrokken. Als hij dat niet is, vluchten ze in paniek weg, en durven ze zich zelfs in afgronden te storten.
- Galactic Tornado: Tornado's, vooral te vinden in het Dusty Dune Galaxy
- Golden Chomp: Een gouden Chomp, die alleen voorkomt in het Gusty Garden Galaxy. Hij is een Power Star waard, maar kan enkel met een Rainbow Star worden uitgeschakeld.
- Goomba:
- Goombeetle: Een nieuw soort Goomba, met een metalige helm, die wel wat weg heeft van een Buzzy Beetle-schild. Ze kunnen worden verslagen door achtereenvolgens een draai-aanval en een sprong op hen.
- Grand Goomba: Een reusachtige Goomba, die alleen voorkomt in het Gateway Galaxy.
- Gringill: Een soort murene die voorkomt in Galaxy's met een waterthema. Soms zwemmen ze los rond, maar meestal houden ze zich schuil in een grot. Ze kunnen enkel worden gedood door een Koopaschild.
- Jack O'Goomba: Een variant op de Jack O'Pumpkin. Dit zijn Goomba's met een Jack O'Pumpkin rond hun kop, die soms blauwe vuurtjes achterlaten. Na een draai-aanval worden ze gewone Goomba's.
- Jellyfish: Een grote kwal, die traag op en neer of heen en weer beweegt. Als de speler in contact komt met de Jellyfish, wordt hij geëlektrocuteerd. De Jellyfish kan enkel worden verslagen door een Koopa-schild. Ze komen voor in het Bigmouth Galaxy en het Deep Dark Galaxy.

### Gasten
- Kamella
- Kingfin
- King Kaliente
- Koopa Troopa
- Laser Beam
- Lava Bouncer
- L'il Brrr
- L'il Cinder
- Magikoopa
- Major Burrows
- Mandibug
- Mecha-Koopa
- Megaleg
- Mine
- Piranha Plant
- Podoboo
- Pokey

- Pokey Sprout
- Porcupuffer
- Preying Manta
- Prickly Piranha Plant
- Octoguy
- Octoomba
- Octopus
- Rocket Engine
- Rocky Wrenche
- Scuttlebug
- Sentry Beam
- Sliding Stone
- Slurple
- Spiky Beam
- Spiky Plant
- Starbag

- Swooper
- Tarantox
- Thwomp
- Topman
- Topmaniac
- Topmini
- Torpedo Ted
- Tox Box
- Tweester
- Undergrunt
- Undergrunt Gunner
- Urchin
- Water Shooter
- Wiggler
- Mrs: Puff

## Ontvangst
| Publicatie                 | Score     |
| -------------------------- | --------- |
| IGN                        | 9,7 / 10  |
| Famitsu                    | 38 / 40   |
| GameSpot                   | 9,5 / 10  |
| Official Nintendo Magazine | 97%       |
| NDomain                    | 98 / 100  |
| GamePro                    | 5 / 5     |
| 1UP.com                    | 9,5 / 10  |
| GameTrailers               | 9,8 / 10  |
| Eurogamer                  | 10 / 10   |
| Game Informer              | 9,75 / 10 |
| GameSpy                    | 5 / 5     |
| Play                       | 10 / 10   |
| X-Play                     | 5 / 5     |
| Edge                       | 10 / 10   |
| Gaming Target              | 9,9 / 10  |
| Deeko                      | 10 / 10   |
| [N]Gamer                   | 10 / 10   |
| Power Unlimited            | 100 / 100 |
| GamersNET                  | 10 / 10   |
| Wii-Gamer                  | 10 / 10   |
| Wii Party                  | 98 / 100  |
| XGN Entertainment          | 10 / 10   |
| Tweakers.net               | 10 / 10   |

Super Mario Galaxy is al vanaf zijn lancering over de hele wereld een commercieel succes. In mei 2010 was het spel wereldwijd al 8,84 miljoen keer verkocht. Dit maakte Super Mario Galaxy tot het bestverkochte, niet gebundelde Wii-spel ooit en het op twee na bestverkochte spel voor de Wii, ontwikkeld door Nintendo. Twee spellen, Wii Sports en Wii Play deden het beter, maar deze zaten gebundeld met de Wii-console of een accessoire. Volgens het Japanse gamemagazine Famitsu werd er tot 9 juli 2008 waargenomen dat het spel het verkoopcijfer van 912.746 behaalde in Japan. Volgens de NPD Group behaalde Super Mario Galaxy de plaats van derde bestverkochte computerspel van Canada sinds 1 april 2008. Nintendo Power schreef in hun blad dat het spel volgens hen het beste Wii-spel is ooit gemaakt. Het was eveneens het enige Mariospel dat de top van de scorelijsten behaalde en unaniem geprezen werd met de hoogste score.
Sinds 21 november 2007 is Super Mario Galaxy het bestbeoordeelde spel van de zevende generatie, en werd het het op een na bestbeoordeelde spel ooit op de websites Game Rankings en Metacritic.
Super Mario Galaxy verkocht 250.585 exemplaren in Japan in de week die eindigde op 4 november 2007, en meer dan 500.000 exemplaren in de VS sinds 20 november 2007. Het spel verkocht meer exemplaren in zijn eerste week dan elk ander Wii-spel en elk ander Mario-spel in de geschiedenis van de franchise.

## Trivia
- Het spel is opgenomen in het boek 1001 Video Games You Must Play Before You Die van Tony Mott.
- Het spel is in 2008 in Zuid-Korea uitgebracht, maar hier heet het Super Mario Wii.